# Booser-Musbacher Ried
Die Gebiete Booser-Musbacher Ried sind ein mit Verordnung vom 11. Januar 1991 des Regierungspräsidiums Tübingen ausgewiesenes Naturschutzgebiet (NSG-Nummer 4.176) sowie zwei Landschaftsschutzgebiete (LSG-Nummern 4.36.068 und 4.37.038) in den baden-württembergischen Landkreisen Ravensburg und Sigmaringen in Deutschland.

## Geschichte
Das Musbacher Ried und das Booser Ried gehörten schon im 19. Jahrhundert zu verschiedenen Verwaltungseinheiten: das Booser Ried zum Oberamt Saulgau, heute Teil des Landkreises Sigmaringen, das Musbacher Ried zum Oberamt Waldsee, heute Teil des Landkreises Ravensburg.
Zwischen Boos und Musbach war im 18. Jahrhundert noch das ganze Tal von einem See bedeckt, der um die Jahrhundertwende trockengelegt wurde, übrig geblieben ist der Booser See, in der älteren Literatur auch Booser Seele genannt.

## Lage
Die insgesamt rund 340 Hektar großen Schutzgebiete Booser-Musbacher Ried gehören naturräumlich zum Oberschwäbischen Hügelland. Sie liegen rund fünfeinhalb Kilometer südöstlich der Bad Saulgauer Stadtmitte in den Gemarkungen Hochberg und Lampertsweiler (zu Bad Saulgau) sowie  den Fluren Geigelbach und Musbach (zu Ebersbach-Musbach), auf einer durchschnittlichen Höhe von 596 m ü. NN.

## Schutzzweck
Das Naturschutzgebiet dient der Erhaltung des vielfältigen, durch verschiedenste Vegetationstypen gekennzeichneten Riedes als Lebensraum und Rückzugsgebiet für zahlreiche gefährdete oder vom Aussterben bedrohter Tier- und Pflanzenarten. Wesentlicher Schutzzweck ist die
1. die Erhaltung besonders schützenswerter Vegetationstypen wie
- Sukzessionswälder (stufige Waldbestände mit hohem Laubholzanteil, entstanden aus natürlicher Sukzession nach Torfstich oder auf ehemaligen Streuwiesen),
- Feuchtgebüsche auf dauernassen Standorten,
- Torfstiche und offenen Wasserflächen sowie deren Verlandungszonen,
- Seggenrieder, Röhrichtgesellschaften, Hochstaudenfluren, Nasswiesen, mit ihren typischen und zunehmend gefährdeten Tier- und Pflanzenarten
2. die Sicherung des Booser Sees sowie der ehemaligen Lehmgrube Rieden. Deren offene Wasserflächen und Verlandungsgesellschaften sind Rückzugsgebiete für gefährdete Vogel- (Brutvögel, Durchzügler) und Amphibienarten
3. die Erhaltung der Toteisrinne und des Toteisloches (Naturschutzgebietsteile Nr. 2 und 3) als erdgeschichtliche Dokumente mit wissenschaftlicher Bedeutung
4. die Erhaltung und teilweise Extensivierung von Feuchtwiesen als Pufferzone (Pufferzone 1) für den Schutz botanisch und zoologisch wertvoller Bereiche
5. die Verbesserung der ökologischen Situation des Schutzgebietes durch geeignete Pflegemaßnahmen
Das Landschaftsschutzgebiet dient
1. der Erhaltung des mit dem Naturschutzgebiet naturräumlich zusammenhängenden Grünlandgürtels auf moorigem oder anmoorigem Boden als Brut-, Rast- und Nahrungsbiotop für auf feuchte Wiesen angewiesene Vogelarten sowie als Pufferzone um das eigentliche Kerngebiet (Pufferzone 2),
2. der Vermeidung nachteiliger Einflüsse auf das Naturschutzgebiet durch störende oder den Naturhaushalt beeinträchtigende Veränderungen der Umgebung,
3. der Erhaltung der Schönheit und Eigenart der Landschaft geprägt durch den Wechsel von offenen Wiesenflächen, Wäldern, Feuchtgebüschen und markanten Einzelbäumen sowie der Sicherung der Erholungsfunktion.

### Partnerschutzgebiete
Die Schutzgebiete Booser-Musbacher Ried sind Teil des FFH-Gebiets „Feuchtgebiete um Altshausen“ (SG-Nr. 8023341).